# 香叶烯
月桂烯，或称为β-月桂烯，别名香叶烯，是一种天然的烯类有机化合物。它被归类到烃类的萜烯中。常温下呈无色或淡黄色油状液体。可以溶于乙醇、乙醚、氯仿等有机溶剂当中，并能与大多数其它香料混合。
天然的月桂烯可以从月桂叶、马鞭草、香叶和其他植物的精油中提取。人工合成则主要采用热分解法，以β-蒎烯为原料，经热分解获得。另外，也可以芳樟醇等作为反应物制得。
月桂烯是香料产业中最重要的化学品原料之一，主要用于合成古龙香水和消臭剂等。由于其具有令人愉快的甜香脂气味，偶尔也被直接使用。另外，月桂烯也是合成香精和香料的一种极其重要的中间体，如合成薄荷醇，柠檬醛，香茅醇，香叶醇，橙花醇和芳樟醇等。 
α-月桂烯，即2-甲基-6–亚甲基-1,7-辛二烯，为β-月桂烯的同分异构体，在自然界中尚未发现天然产物。

## 备注
1. ↑  Merck Index, 11th Edition, 6243.